# Macaron del frèt
I macaron del frèt ("maccheroni del ferretto"), anche conosciuti come macaron 'd la gùgia e  ("maccheroni dell'ago") e macaron cun l'agugia ("maccheroni con l'ago"), sono un tipo di pasta tradizionale delle Langhe, in Piemonte (Italia).

## Storia
I macaron del frèt derivano dai fusilli napoletani, ricetta che venne probabilmente importata in Piemonte nel diciottesimo secolo grazie a qualche cuoco meridionale giunto sul posto o forse grazie a dei militari di origine napoletana al servizio dell'esercito napoleonico. Altri, fra cui Beppe Lodi, ipotizzarono che la ricetta venne invece fatta conoscere in Piemonte grazie ai vetrai di Altare che, dopo aver scoperto la ricetta a Napoli, fecero conoscere i "fusilli" in Piemonte. Lo stesso Lodi asserì che la tecnica per fare i macaron piemontesi fosse simile a quella usata per "far girare il grosso ferro cui è attaccato il vetro fuso da lavorare". Dal momento che le galline producono meno uova durante l'inverno, i macaròn del frèt venivano preparati durante tale stagione al posto dei tajarin, per i quali erano invece richieste un maggior numero di uova. Inoltre, i macaron erano preparati durante la stagione invernale in quanto le donne potevano dedicare più tempo in cucina. Oggi i macaron sono molto rari e vengono consumati in pochi comuni dell'Alta Langa come Monesiglio, Mombarcaro e Bergolo.

## Caratteristiche e preparazione
I macaron del frèt sono maccheroncini bucati lunghi circa cinque centimetri, e sono il corrispettivo piemontese delle molte paste fresche lavorate al ferretto che si trovano nel meridione. Li si prepara utilizzando rettangoli di pasta che vengono arrotolati intorno a un ago o un ferro da calze. Dopo essere stati allungati il più possibile intorno al ferro, esso viene sfilato. I macaron sono ideali da consumare con del sugo di salsiccia sfumato con il vino o altri condimenti regionali, e da accompagnare con il Barbera d'Asti.